# Francisco Javier Velasco
Francisco Javier Velasco Salas fue un ganadero, agricultor y político peruano. 
Hijo de Mariano León Velasco Altamirano y Mercedes Salas Mercado. Avecindado entre la ciudad del Cusco y el pueblo de Livitaca, actual distrito de Livitaca en la provincia de Chumbivilcas. En Livitaca, Velasco se dedicaba principalmente a la ganadería y a la agricultura siendo ambas las principales actividades económicas de la zona. En dicho pueblo tuvo cuatro hijos con Melchora Molina: Fortunata, Javier, Antonio e Isaac Antonio sería, luego, diputado por la provincia de Chumbivilcas. Posteriormente, se casaría en Santo Tomás, capital de la provincia de Chumbivilcas, con Emilia Zúñiga, cusqueña, con quien tendría una hija: Hermilia Velasco Zúñiga.
Fue elegido diputado por la provincia de Chumbivilcas entre 1876 y 1879 durante el gobierno de Mariano Ignacio Prado y reelecto en 1879 durante el gobierno de Nicolás de Piérola y la guerra con Chile.
Francisco Javier Velasco fue raptado en la provincia de Quispicanchi y asesinado por montoneras pierolistas durante el ejercicio de su cargo en enero de 1879. Sus exequias se llevaron a cabo en el Templo de Santo Domingo de la capital de la república disponiéndose, en función de su calidad de diputado, la formación frente al templo de una batería de artillería así como los batallones "Cazadores del Cuzco 5° de Línea", "Cazadores de la Guardia N° 7" y un escuadrón del regimiento "Lanceros de Torata". La línea fue mandad por el Coronel Manuel A. Zamúdio.